# H. J. Mulliner & Co.
H. J. Mulliner & Co. war ein britischer Hersteller von Automobilkarosserien, der in der ersten Hälfte des 20. Jahrhunderts exklusive Individualkarosserien und Kleinstserien für Oberklassefahrzeuge fertigte. H. J. Mulliner wurde 1959 von Rolls-Royce, einem seiner bis dahin wichtigsten Geschäftspartner, übernommen und zwei Jahre später mit dem ebenfalls zu Rolls-Royce gehörenden Karosseriehersteller Park Ward verschmolzen; das neue Unternehmen trug den Namen Mulliner Park Ward. „Mulliner“ existiert als Label bei Bentley bis heute, auch wenn der Bau von Sonderkarosserien von 1967 bis etwa 2020 eingestellt war.

## Familienbeziehungen
Zeitweise nutzten vier verschiedene Karosseriebauunternehmen in Großbritannien den Namen Mulliner. Seitens der Inhaber bzw. Gründer gab es zwar familiäre Verflechtungen; Geschäftsverbindungen entstanden daraus allerdings nicht. Alle Mulliner-Betriebe waren formal und organisatorisch selbstständig.
- Gemeinsamer Ursprung war das in Northampton ansässige Unternehmen Arthur Mulliner (anfänglich: Mulliners of Northampton), das auf das Jahr 1760 zurückging.
- Ein Nachkomme des Gründers etablierte zu Beginn des 19. Jahrhunderts in Leamington Spa einen eigenständigen, auf die wohlhabende Kundschaft dieses Kurorts ausgerichteten Betrieb, der 1896 nach Birmingham verlegt und in Mulliners bzw. Mulliners of Birmingham umfirmiert wurde.
- In Liverpool war seit 1854 außerdem der Kutschenhersteller A. G. Mulliner ansässig.
- 1882 eröffneten Arthur Mulliner aus Northampton und A. G. Mulliner aus Liverpool im wohlhabenden Londoner Stadtteil Mayfair einen gemeinsamen Showroom, den sie gemeinsam unter der Bezeichnung Mulliner (London) Ltd. führten. Dieses Londoner Unternehmen übernahm Henry Jervis Mulliner, im Jahr 1900 wurde daraus H. J. Mulliner & Co.

## Unternehmensgeschichte

### Anfänge in Mayfair

De Dion-Bouton Type E 3,5 CV Double Phaeton mit Aufbau von H. J. Mulliner (1900)

Anders als die übrigen Unternehmen der Familie Mulliner, begann H. J. Mulliner & Co. nicht als Kutschenhersteller, sondern produzierte von Beginn an Automobilkarosserien. Es zielte dabei unmittelbar auf die Kundschaft der britischen Oberschicht und karossierte ganz regelmäßig die teuersten Chassis von Daimler und – ab 1904 – Rolls-Royce. Charles Rolls etwa ließ seinen privaten Silver Ghost mit einer Karosserie von H. J. Mulliner versehen. Die Aufbauten von H. J. Mulliner waren bald so gefragt, dass die erst 1900 errichteten Werksanlagen in Mayfair bereits fünf Jahre später nicht mehr ausreichten, um die Nachfrage zu befriedigen. 1906 bezog H. J. Mulliner & Co. neue Werksanlagen im Londoner Stadtteil Chiswick.

### Übernahme durch Croall & Son

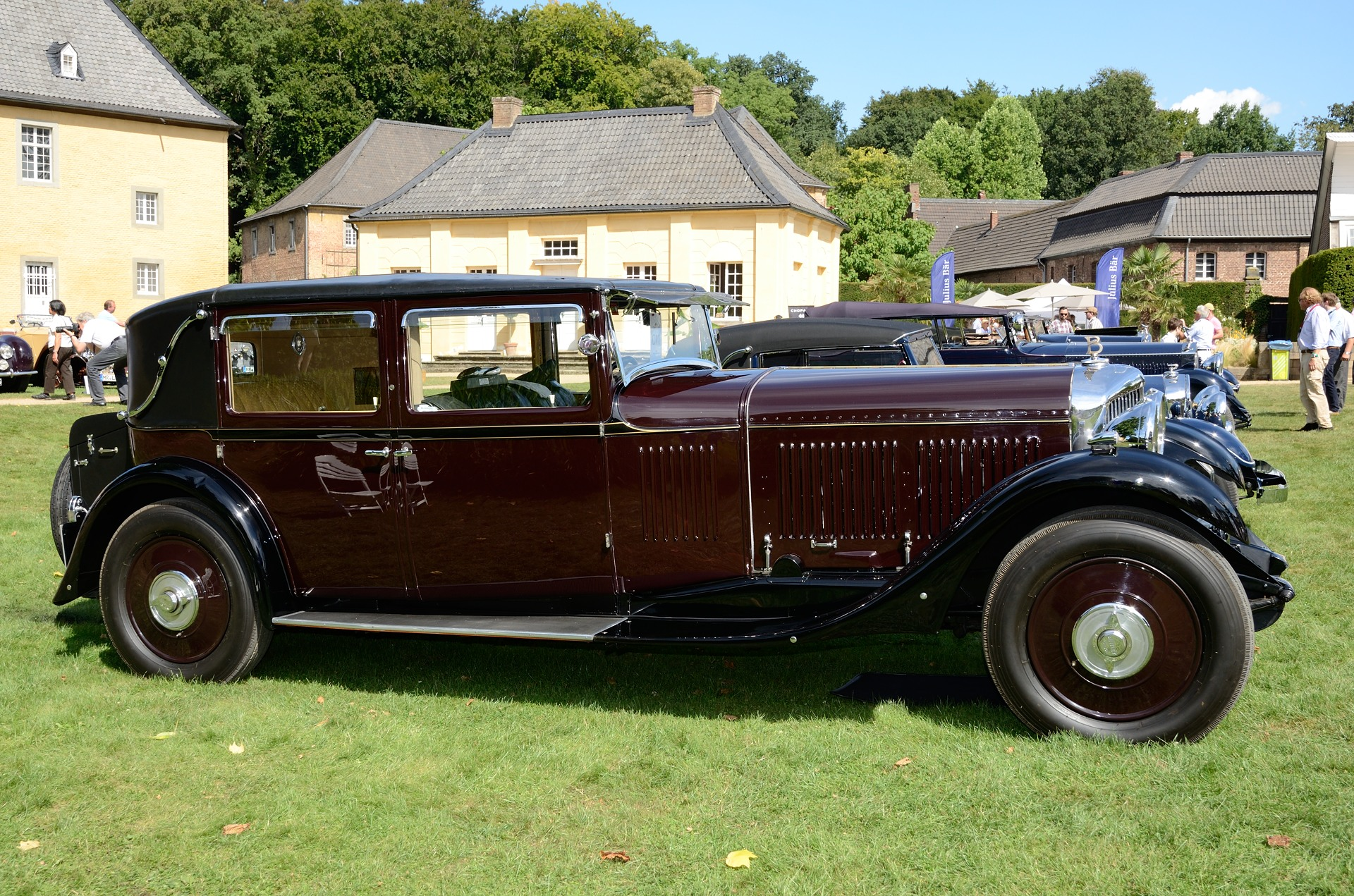
Bentley 8-Litre Limousine mit Aufbau von H. J. Mulliner (1930)

1908 verkaufte Henry Jervis Mulliner das Unternehmen an den etablierten Karosseriehersteller John Croall & Son, der es neben seinem eigenen Betrieb bestehen ließ und unter dem bisherigen Namen fortführte. In den folgenden 15 Jahren wurde es von Frank Piesse, dem Schwager Henry Jervis Mulliners, geleitet. Nach dem Ersten Weltkrieg erreichte H. J. Mulliner eine Reputation, die der der 100 bzw. 200 Jahre alten Konkurrenten Hooper und Barker entsprach; Beobachter hielten H. J. Mulliner hinsichtlich Stil, Technik und handwerklicher Qualität für mindestens gleichwertig. Ein besonders hohes Niveau erreichten die Karosserien nach dem Weymann-Patent.
In den 1920er-Jahren entwickelte sich eine enge Beziehung zu Bentley –  H. J. Mulliner produzierte in diesem Jahrzehnt mehr als 240 Karosserien für Bentley-Chassis –, die sich ab 1931 auch auf Rolls-Royce ausweitete. In den 1930er-Jahren karossierte H. J. Mulliner nahezu ausschließlich Fahrgestelle von Rolls-Royce und Bentley; nur einzelne Aufbauten entstanden auf Kundenwunsch für Daimler, Humber und Lagonda. Während des Zweiten Weltkriegs kam die Produktion ziviler Karosserien zum Erliegen.

### Nachkriegszeit: Bentley und Rolls-Royce

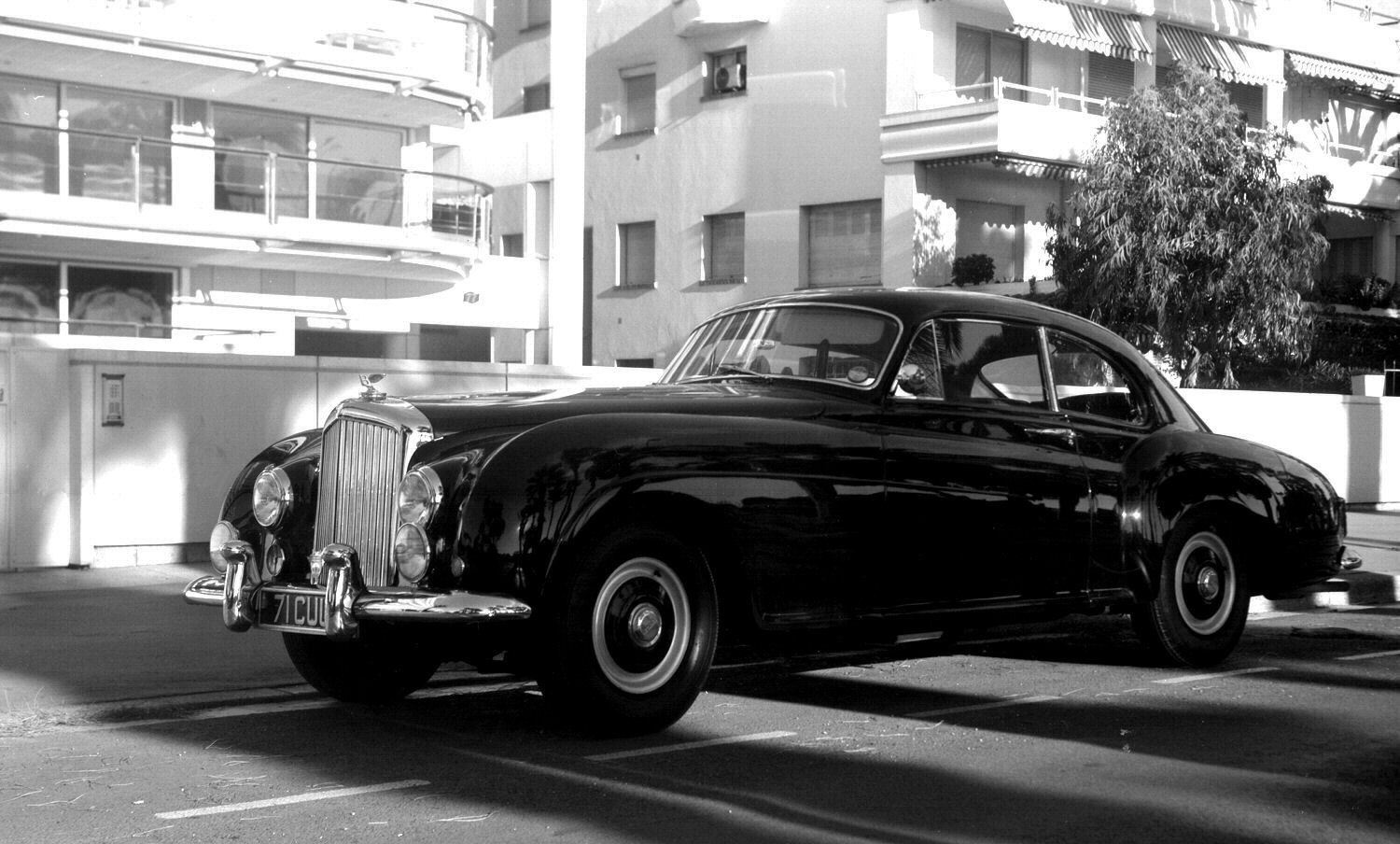
Eines der bekanntesten Fahrzeuge mit einer Karosserie von H.J. Mulliner: Bentley R-Type Continental (1955)

Nach dem Kriegsende war H. J. Mulliner einer der wenigen Karosseriehersteller, die die Fertigung wieder aufnahmen und ihrem bisherigen Segment treu blieben. H. J. Mulliner konzentrierte sich weiterhin auf Rolls-Royce und Bentley. Da beide Unternehmen für ihre Modelle Silver Dawn bzw. R-Type allerdings inzwischen werksseitige Standardkarosserien anboten, sank die Produktion von Individualaufbauen in den 1950er-Jahren kontinuierlich. Einen großen Auftrag erhielt das Unternehmen noch einmal im Zusammenhang mit Bentleys sportlichem Projekt R-Type Continental, für den H. J. Mulliner die als Mulliner Sports Saloon bezeichnete Standardkarosserie fertigte. Bis 1955 entstanden 190 Exemplare dieses Fließheckcoupés, das heute zu den begehrtesten britischen Klassikern der Nachkriegszeit gehört. Für die Nachfolgemodelle S1 Continental und S2 Continental  baute H. J. Mulliner jeweils über 200 Karosserien.

### Übernahme durch Rolls-Royce
In den späten 1950er-Jahren war H. J. Mulliner einer der letzten unabhängigen Karosseriehersteller Großbritanniens; die meisten Konkurrenten waren im Laufe des Jahrzehnts von einem großen Automobilhersteller übernommen worden. Im Juli 1959 kaufte Rolls-Royce für einen Preis von 250.000 £ H. J. Mulliner auf, weil das Unternehmen weitere Kapazitäten für den Bau der Standardkarosserien der erfolgreichen Modelle Silver Cloud bzw. S-Type benötigte. Nachdem Rolls-Royce bereits 1939 Mulliners Konkurrenten Park Ward übernommen hatte, gehörten nun zwei Karosseriebauunternehmen zum Konzern. 1961 verschmolz Rolls-Royce beide Unternehmen und firmierte sie als Mulliner Park Ward.

### Mulliner bei Bentley
Bei der Trennung der Marken Rolls-Royce und Bentley im Zuge der Übernahmen durch BMW bzw. Volkswagen 1998 kam es auch zu einer Verteilung der Markennamen Park Ward und Mulliner. Während der Name Park Ward an BMW ging und in der Folgezeit für eine verlängerte Version des Silver Seraph verwendet wurde, übernahm Volkswagen für Bentley die Marke H. J. Mulliner. Bentley unterhält heute eine als Mulliner bezeichnete Spezialabteilung, in der die Standardfahrzeuge auf Kundenwunsch individualisiert werden können. Auch die zwölf Exemplare des Bentley Bacalar wurden etwa 2020 bei Mulliner auf dem Bentley Werksgelände in Crewe gefertigt. Weiter gibt es den Bereich Classic, der alte Modelle als sogenannte Continuation Series nachbaut. Mulliner ist inzwischen als Submarke zu sehen.

## Galerie

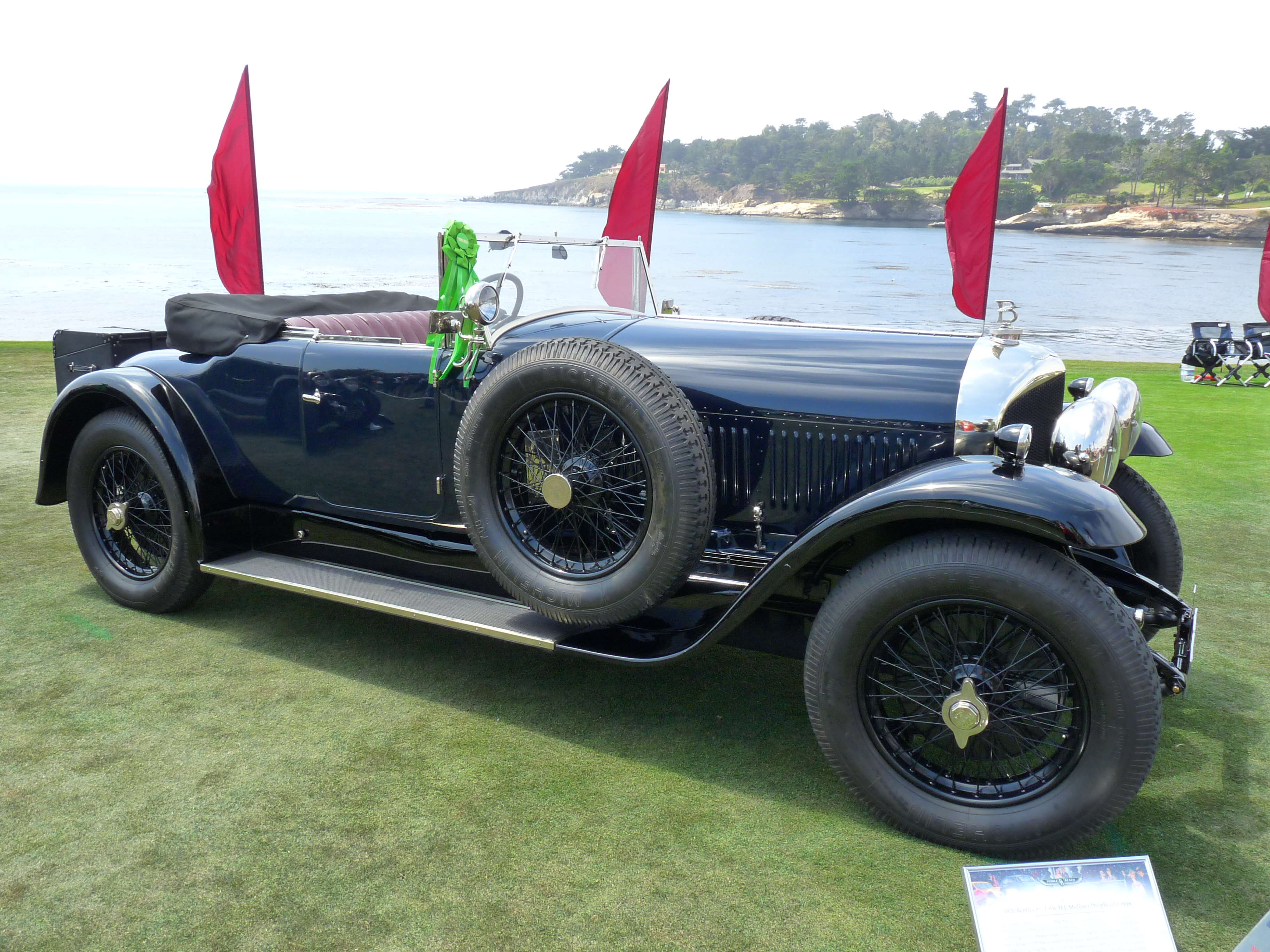
Bentley 6½-Litre Drophead Coupé, 1926
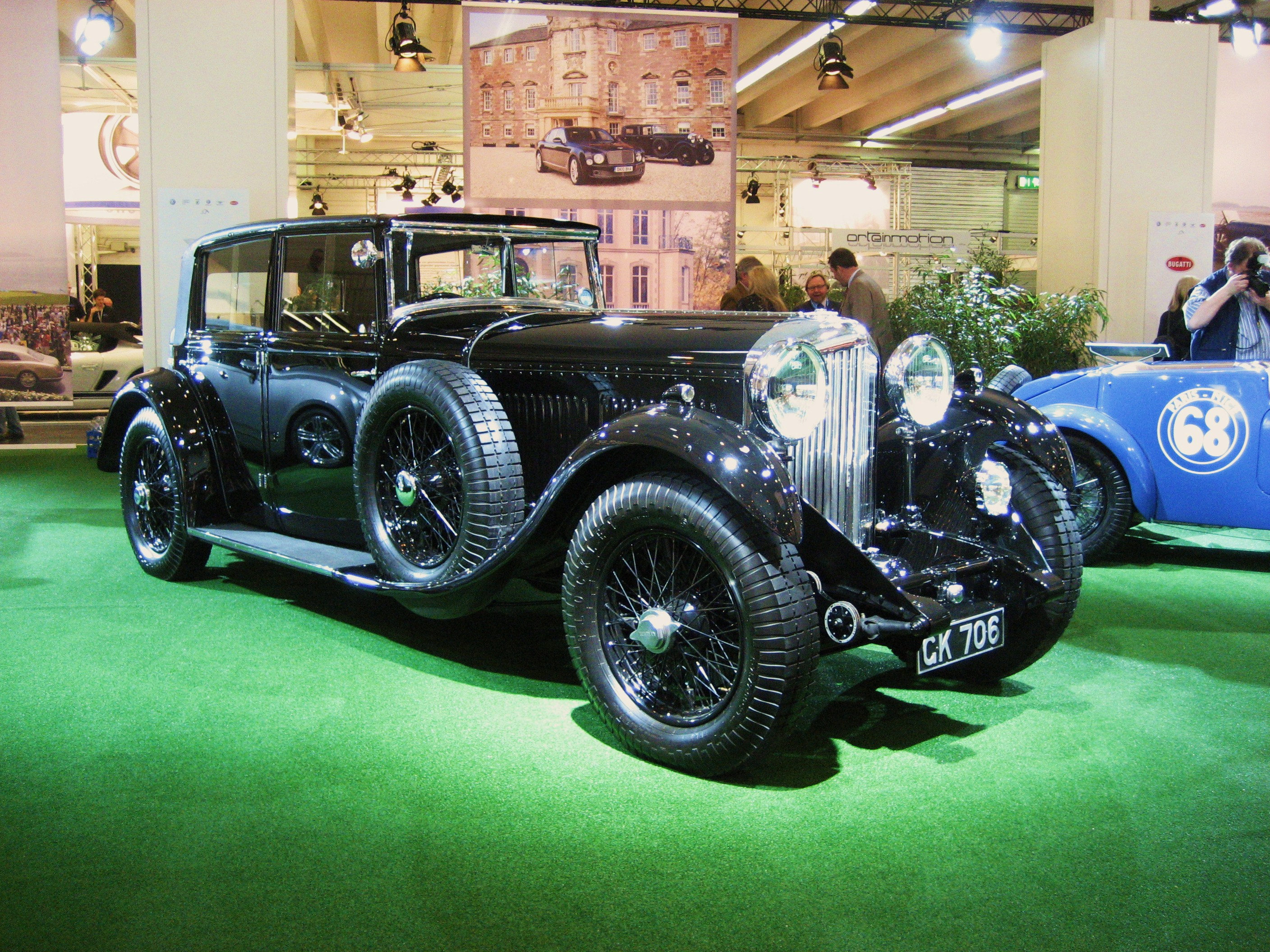
Bentley 8-Lite Saloon mit Semi-Weymann-Karosserie, 1930
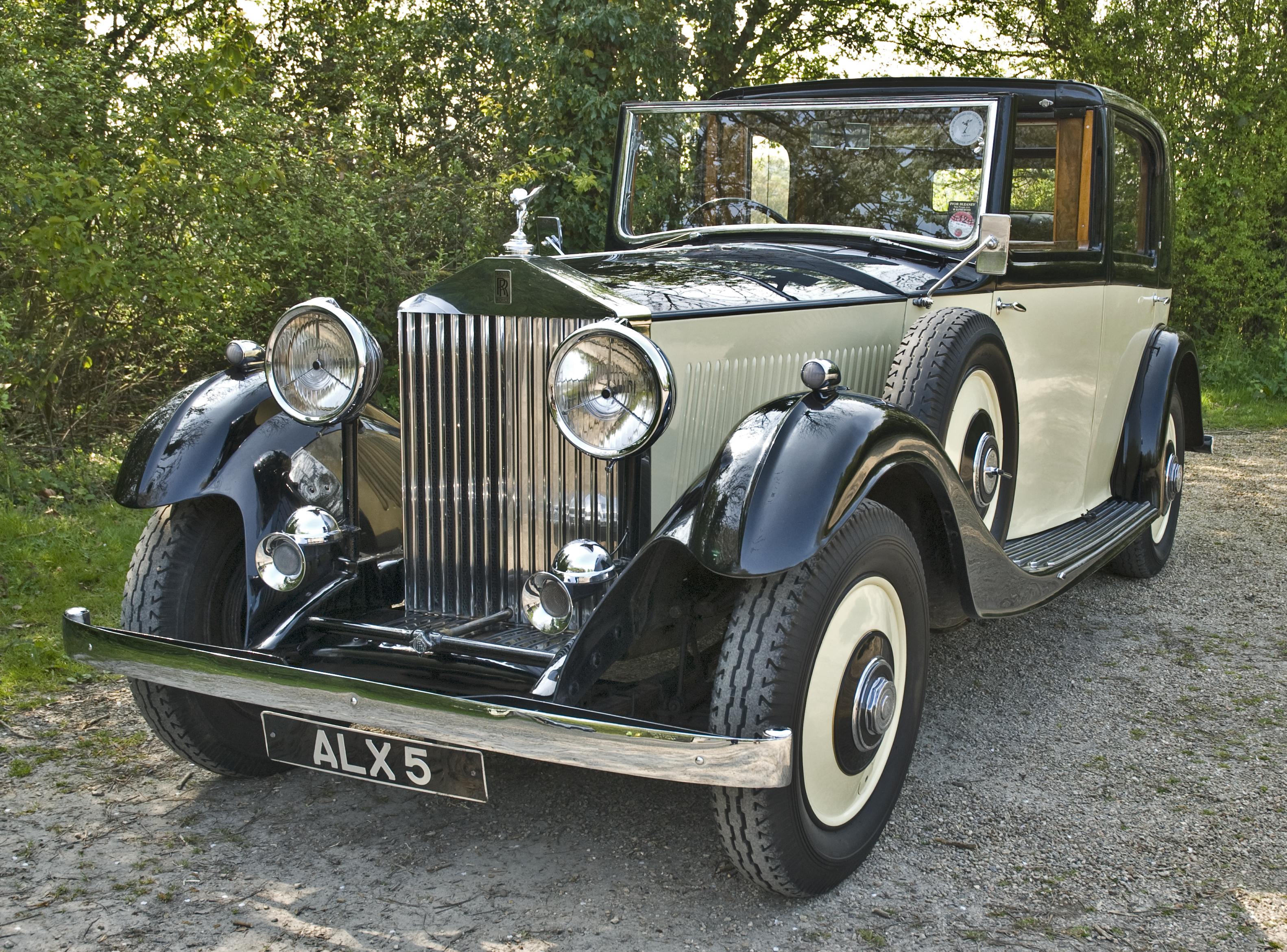
Rolls-Royce 20/25hp Sedanca de Ville coachwork, 1934
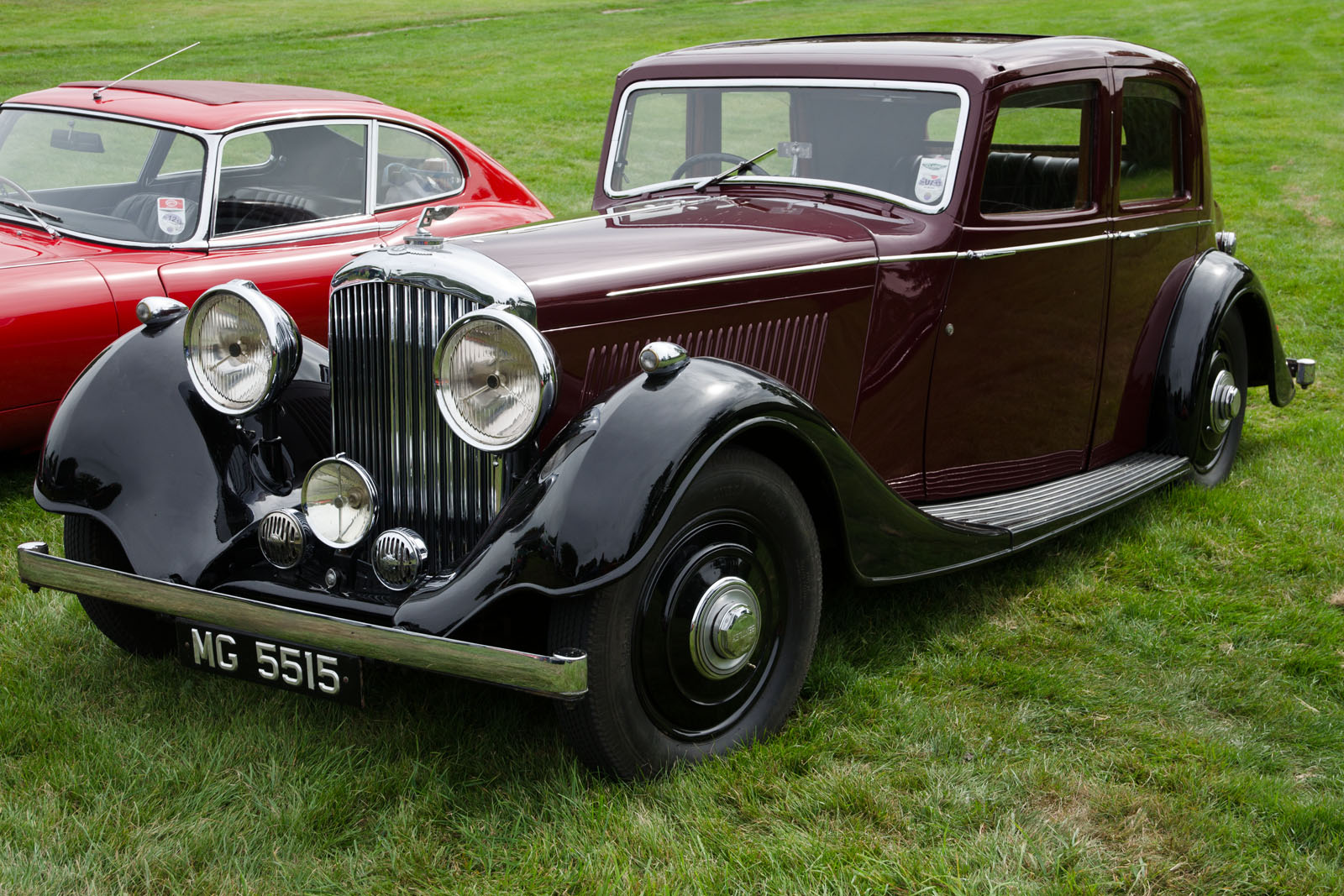
Bentley 4¼-Litre Saloon, 1937
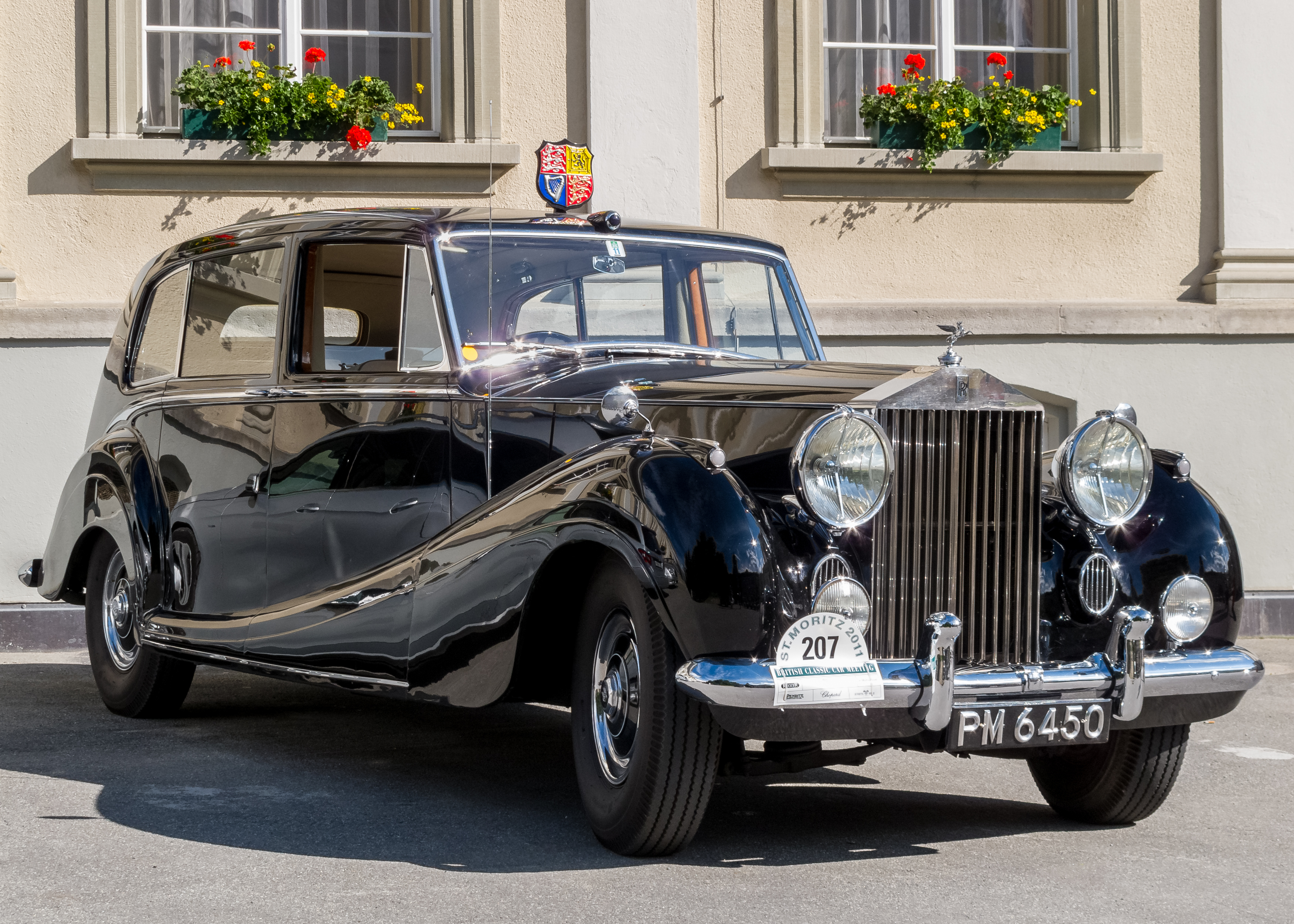
Rolls-Royce Phantom IV, 1954
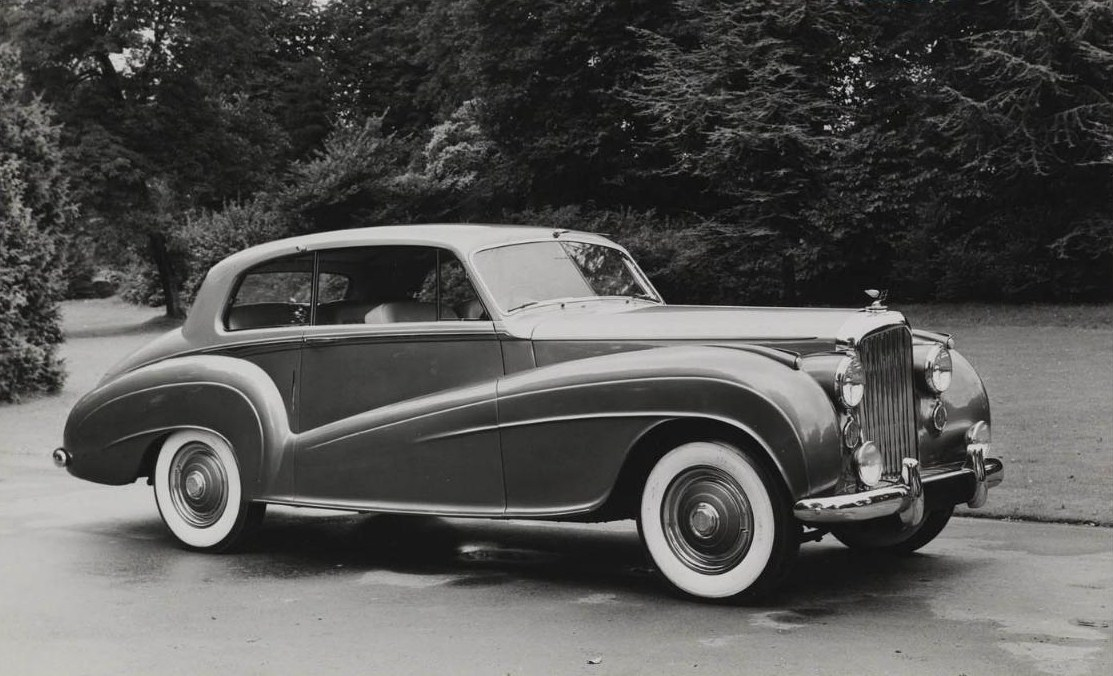
Rolls-Royce Mk VI Two Door Saloon, 1951
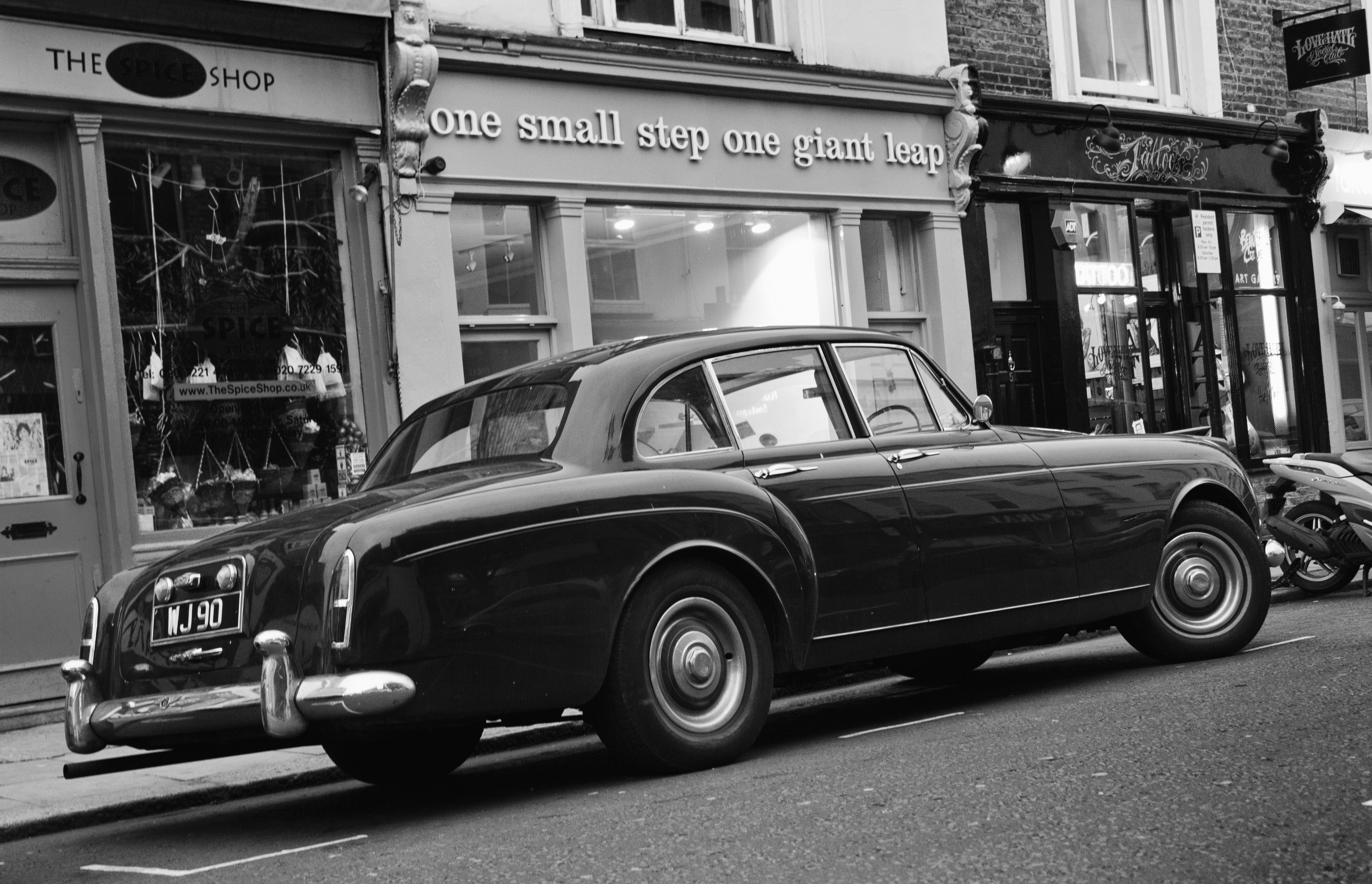
Bentley S2 Continental Flying Spur, 1960
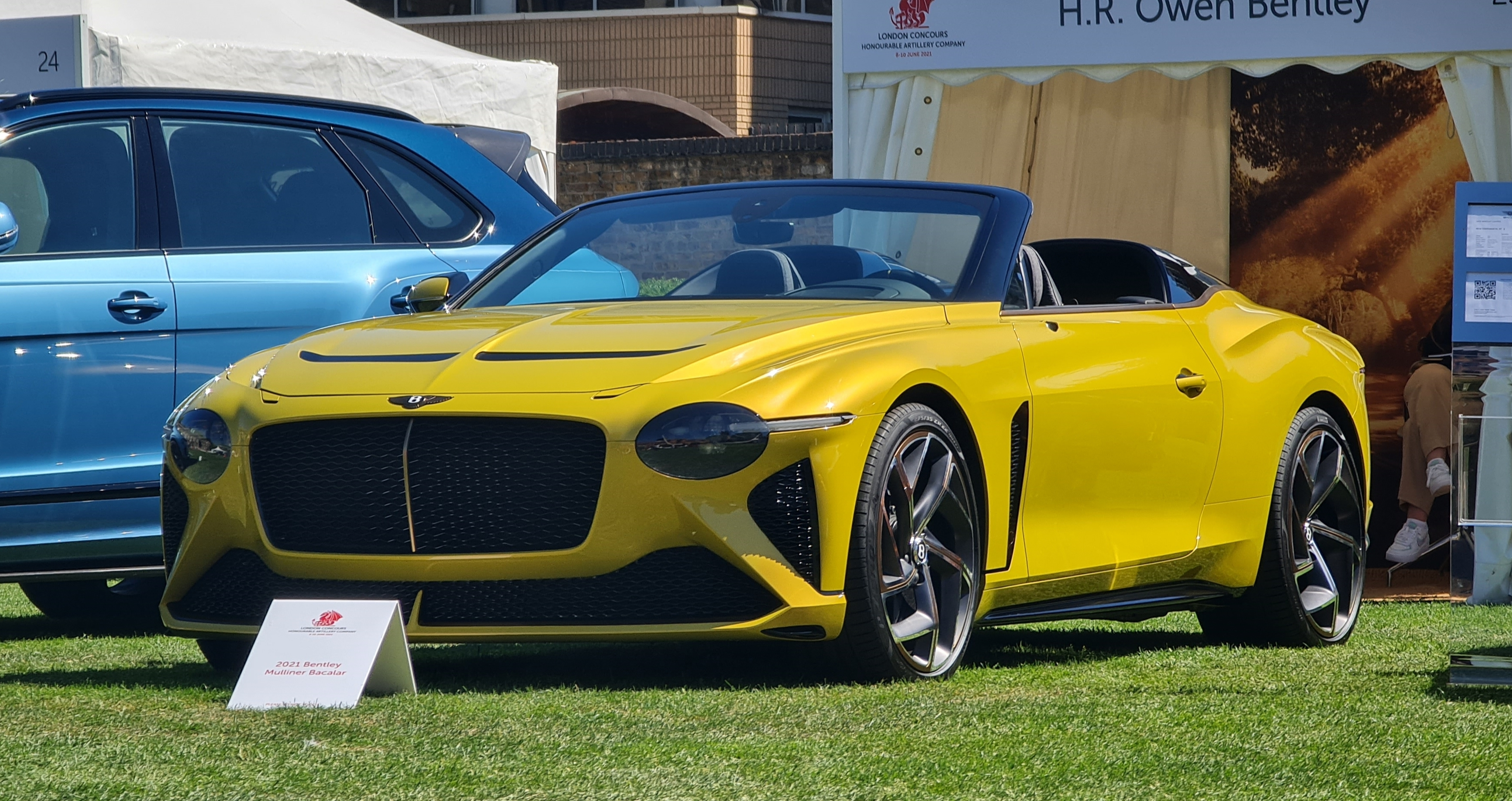
Bentley Bacalar, 2020
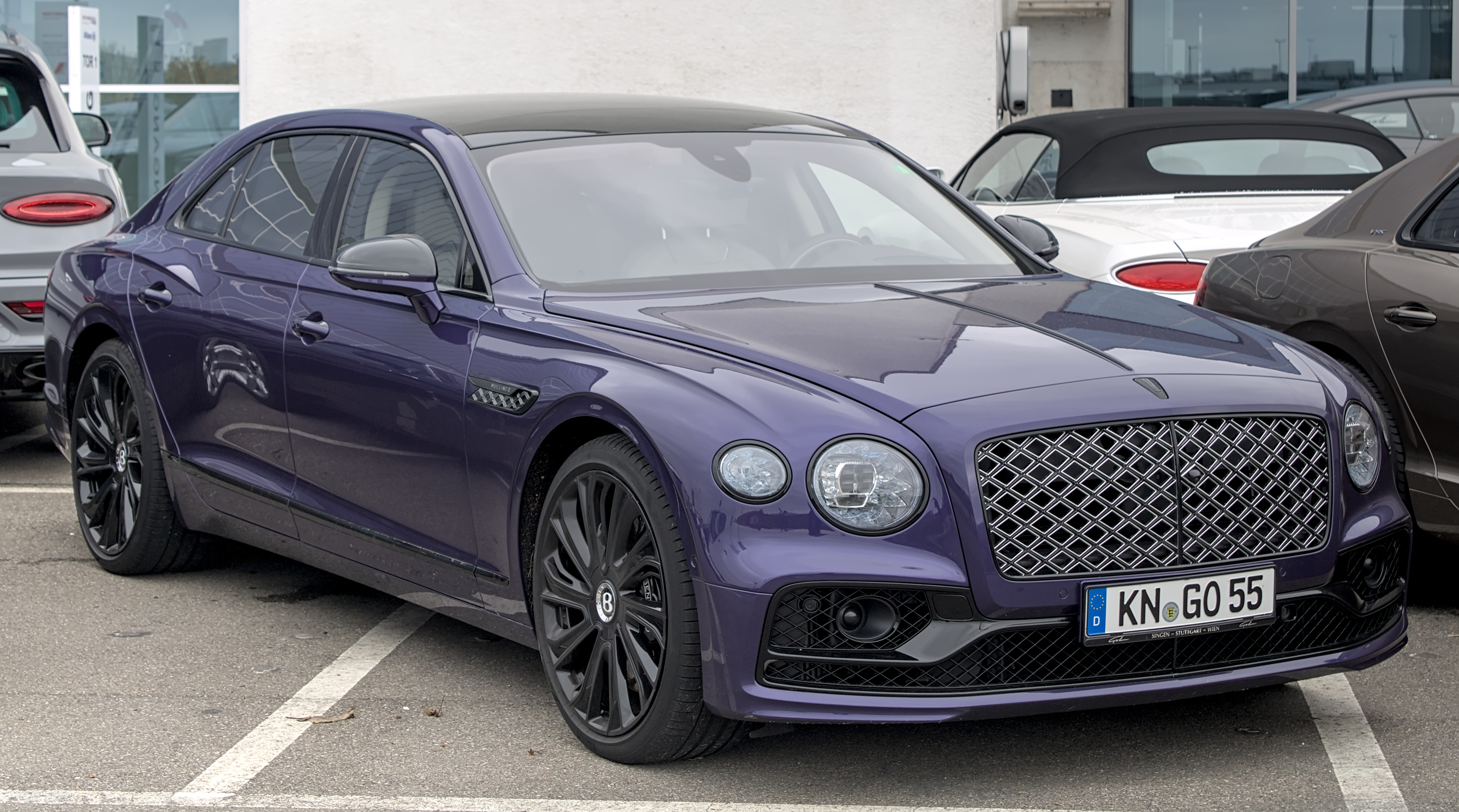
Bentley Flying Spur, 2021
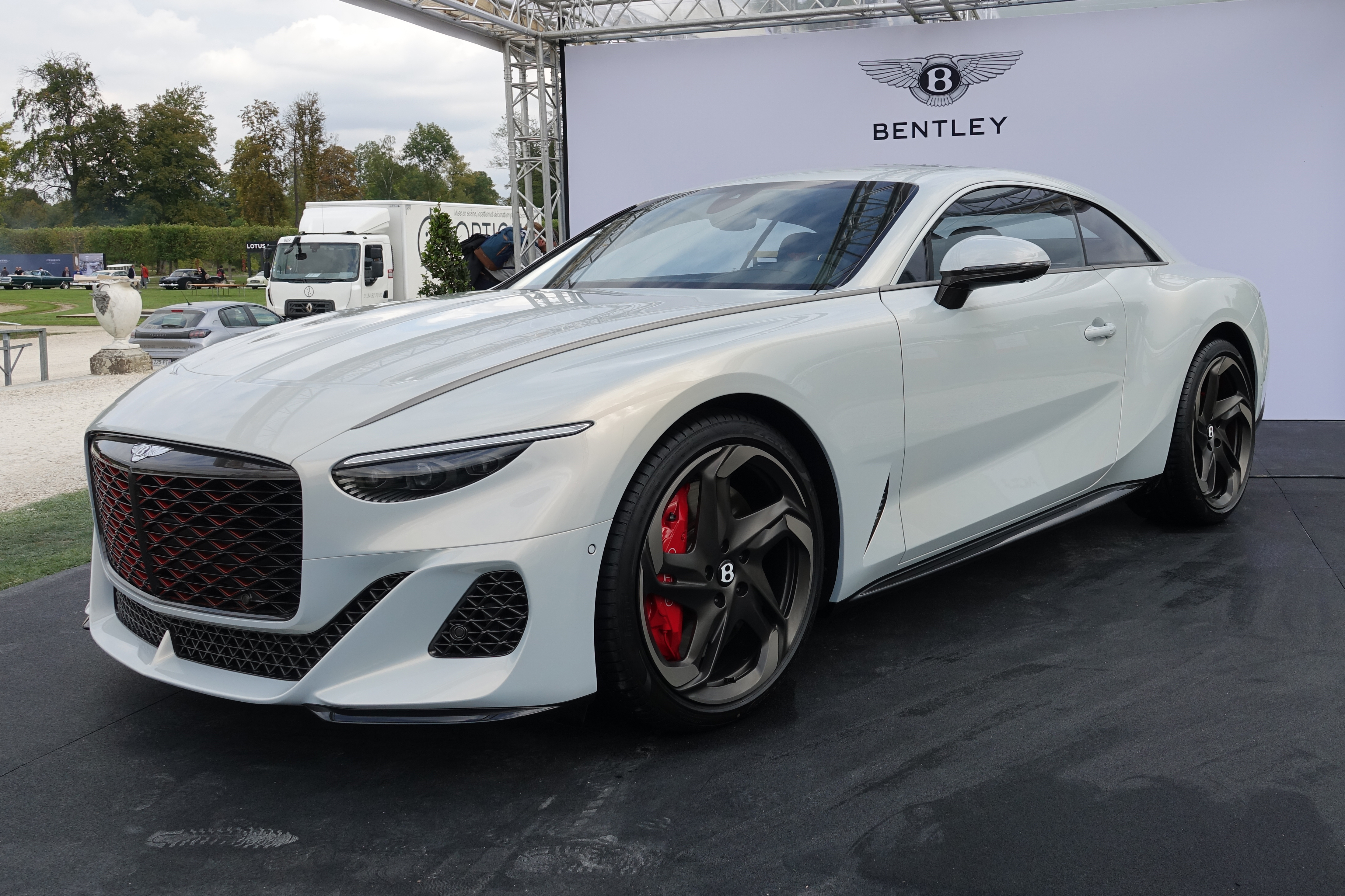
Bentley Batur, 2022